# هروه بازیل
هروه بازیل (انگلیسی: Hervé Bazile؛ زادهٔ ۱۸ مارس ۱۹۹۰) بازیکن فوتبال اهل فرانسه است.
از باشگاه‌هایی که در آن بازی کرده‌است می‌توان به باشگاه فوتبال گنگام، باشگاه فوتبال کان، و باشگاه ورزشی آمیان اشاره کرد.
وی همچنین در تیم‌های ملی فوتبال زیر ۱۹ سال فرانسه و هائیتی بازی کرده‌است.